# Basler Stadtbuch
Das Basler Stadtbuch (bis 1959 Basler Jahrbuch) ist eine 1879 begründete, bis 2016 in gedruckten Ausgaben und seit 2017 online erscheinende Publikationsreihe in der Schweizer Stadt Basel.

## Geschichte
Das Basler Jahrbuch entstand 1879 als zeittypisches geschichtsorientiertes, nationalstaatliches und lokalpatriotisches Periodikum des vom Historismus geprägten 19. Jahrhunderts. Erster Herausgeber war der aus Deutschland in die Schweiz emigrierte Historiker Heinrich Boos, der damit eine Nachfolgepublikation zum Basler Taschenbuch (1850–1864), ediert von Wilhelm Theodor Streuber und Daniel Albert Fechter, und der von Markus Lutz herausgegebenen Rauracis (1826–1831) schaffen wollte.
Mit einer kurzen Unterbrechung in den Jahren 1880/1881 erschien die Publikation bis zur Ausgabe Basler Stadtbuch 2015 im 136. Jahrgang, Ausgabe 2016, jedes Jahr. Zu Beginn der 1970er-Jahre war das Stadtbuch für die damaligen Herausgeber finanziell nicht mehr tragbar und stand vor der Einstellung. Um den Weiterbestand zu sichern, wurde es 1973 von der Christoph Merian Stiftung übernommen, die drei Jahre später als Herausgeberin eigens den Christoph Merian Verlag schuf. Mit der Übernahme änderte das Konzept von einer historiografischen Publikation zu einer Jahreschronik der Stadt Basel mit Beiträgen zu Ereignissen in allen Lebensbereichen, was weiterhin auch Beiträge zu historischen Themen, etwa aufgrund von Jubiläen, mit einschloss.
Seit Mai 2017 ist das Basler Stadtbuch eine Online-Plattform, auf der alle 136 gedruckten Bücher sowie aktuelle Dossiers zu stadtrelevanten Themen bereitgestellt werden. Die als Bestandteil der gedruckten Jahrbücher/Stadtbücher seit 1882 erfasste Basler Chronik war ab 2011 bereits online verfügbar. Auf der neuen Plattform wurde sie wieder mit dem Basler Stadtbuch vereint. Über eine gemeinsame Suchmaschine sind sämtliche Inhalte des Basler Jahrbuchs / Basler Stadtbuchs (mehr als 43'000 Druckseiten sowie seit 2016 pro Jahr etwa acht bis zehn Dossiers) und der Basler Chronik (ca. 33'500 Einträge) durchsuchbar. Das Angebot ist ein kostenloser Service public der Christoph Merian Stiftung.